# Saint-Médard-de-Mussidan
Saint-Médard-de-Mussidan è un comune francese di 1 706 abitanti situato nel dipartimento della Dordogna nella regione della Nuova Aquitania.

## Società

### Evoluzione demografica
Abitanti censiti